# MATADOR
Ne doit pas être confondu avec Matador.
Le MATADOR (Man-portable Anti-Tank, Anti-DOoR) - ou RGW90 - est un lance-roquettes antichars et arme de siège jetable de conception singapourienne, allemande et israélienne, fabriqué par Dynamit Nobel Defence commercialisé depuis les années 2000. Il peut utiliser des munitions de déstructuration utilisant le principe des obus à tête d'écrasement. Son coût unitaire s'élève à près de 5 000 €.

## Opérateurs

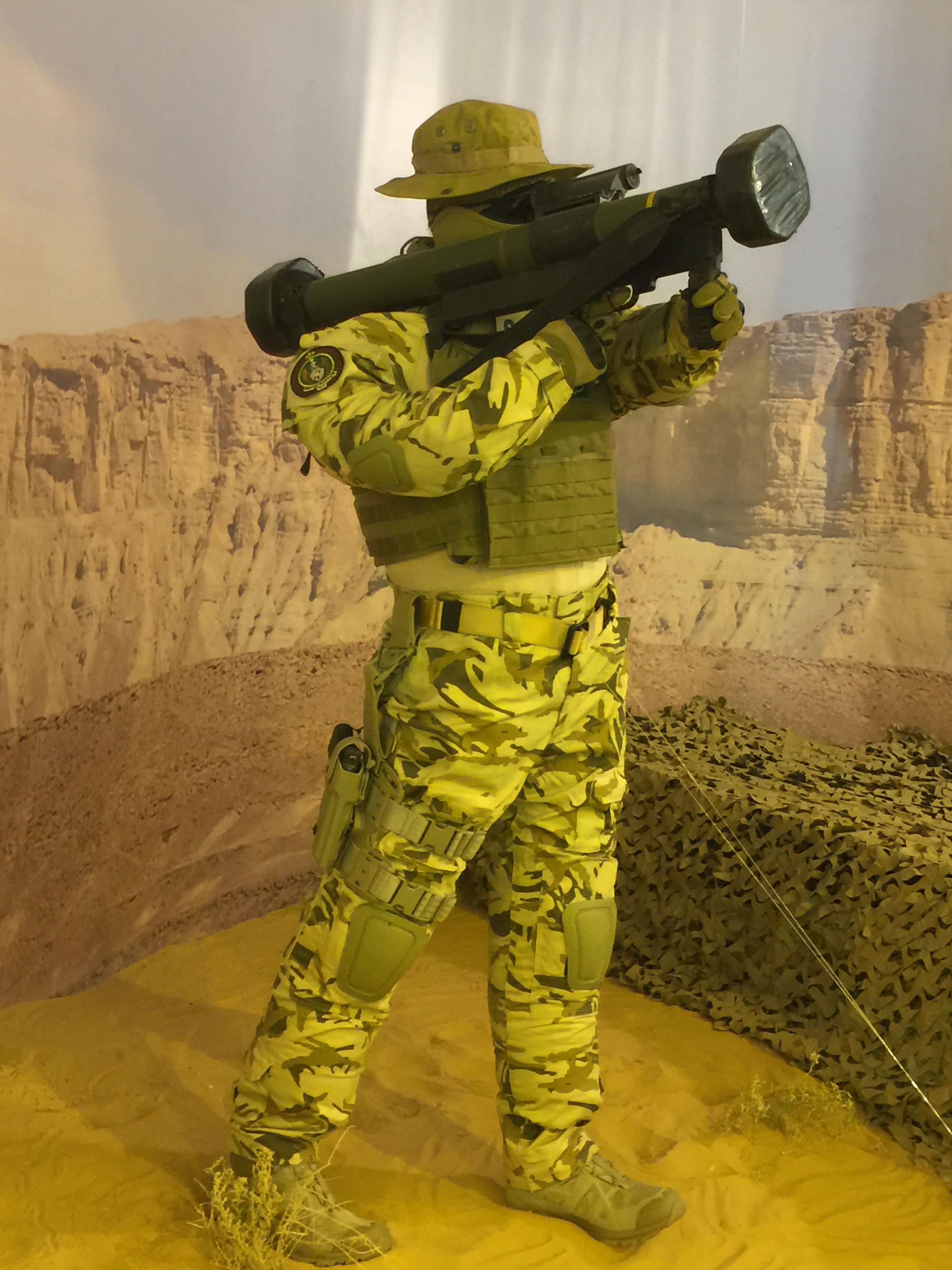
Un soldat des forces de sécurité spéciales du ministère de l'intérieur saoudien avec un RGW90 en démonstration.

Version avec des munitions à tête d'écrasement de déstructuration d'un calibre de 60 mm.

- Allemagne : l'armée allemande a commandé, entre autres en 2011, 1 000 MATADOR-AS sous le nom de RGW90 AS avec des munitions de déstructuration[3].
- Arabie saoudite : sous le nom RGW90
- Belgique : un contrat de 19 millions d'euros signé fin janvier 2022 concernant un nombre non spécifié de RGW90[4]'.
- Israël : Armée de défense d'Israël[5],[6].
- Mexique : variante du RGW60 depuis 2018
- Singapour : en remplacement du Armbrust au sein des Forces armées de Singapour[7].
- Slovénie : Forces armées slovènes, désigné localement comme RGW 90[8].
- Suisse : équipe les formations d'infanterie, les grenadiers de chars utilisant le NLAW[9].
- Royaume-Uni : La British Army commande des munitions antistructure (ASM) en 2006[10].
- Ukraine : Dons divers à la suite de l'invasion de l'Ukraine par la Russie en 2022 dont, en date du 20 janvier 2023, 7 944 fournis par l'Allemagne[11]; commandes de 5 100 en mars 2022, pour 25 millions d'euros[2], puis 2 900 de plus en juin 2022.
- Viêt Nam : utilisé par l'infanterie navale de l'Armée populaire vietnamienne[12].

Opérateurs (en bleu) du MATADOR en 2022.